# 勒莫隆
勒莫隆（法語：Remollon，法語發音：[ʁəmɔlɔ̃]）是法国上阿尔卑斯省的一个市镇，位于该省南部，属于加普区。

## 地理
勒莫隆（44°28'3"N, 6°10'3"E）面积6.45 平方千米，位于法国普罗旺斯-阿尔卑斯-蓝色海岸大区上阿尔卑斯省，该省份为法国东南部内陆省份，北起萨瓦省，西北接伊泽尔省，西南接德龙省，南至上普罗旺斯阿尔卑斯省，东北部与意大利接壤。
与勒莫隆接壤的市镇（或旧市镇、城区）包括：皮耶居、罗什布吕讷、圣艾蒂安勒洛、泰于、瓦尔塞尔。

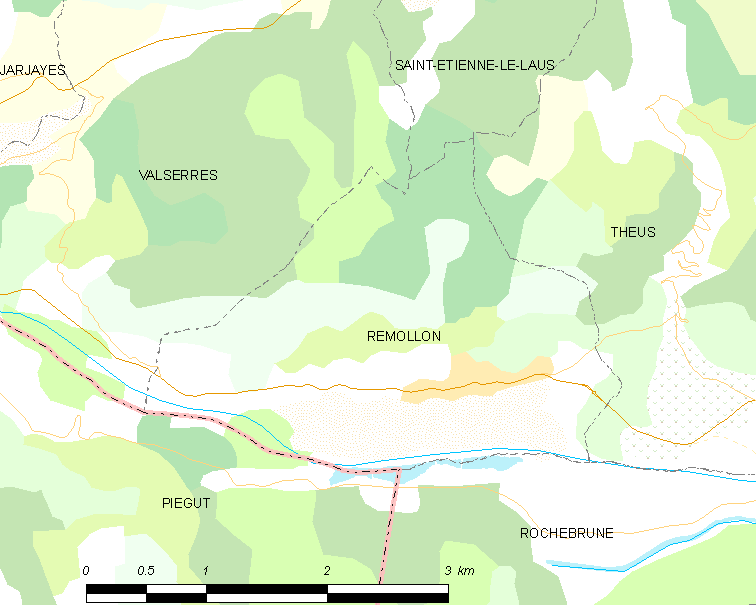
勒莫隆的OSM定位图

勒莫隆的时区为UTC+01:00、UTC+02:00（夏令时）。

## 行政
勒莫隆的邮政编码为05190，INSEE市镇编码为05115。

## 政治
勒莫隆所属的省级选区为绍尔日县。

## 人口

1962-2008年间勒莫隆人口变化图示

勒莫隆于2022年1月1日时的人口数量为467人。